# Джонас Солк
Джонас Едуард Солк (на английски: Jonas Salk) e американски имунолог, сред създателите на първата ваксина срещу полиомиелита (26 март 1953).

## Биография
Роден е на 28 октомври 1914 година в Ню Йорк, САЩ, в семейството на руски имигранти от еврейски произход. Въпреки че родителите му нямат средно образование, те настояват синът им да получи добро образование и Солк завършва Медицинската академия на Ню Йорк. Още там той проявява силен интерес към науката и по-специално микробиологията. След завършването работи в Университета на Мичиган под ръководството на известния учен д-р Томас Френсис.
След успеха си с разработването на ваксина срещу полиомиелита основава Института Солк, превърнал се по-късно във водещ световен изследователски център. В последните години от живота си се посвещава в разработването на ваксина срещу СПИН.
Умира на 23 юни 1995 година в Сан Диего на 80-годишна възраст.

## Ваксината
В годините след Втората световна война полиомиелитът е една от най-тежките болести, особено сред децата. Само през 1952 година се заразяват над 300 000 души, от които умират 58 000. Ваксината, разработена от Солк, се базира на инжектирането на мъртъв вирус в тялото на пациента, за да се даде възможност на организма да изгради имунитет, без да се разболее сериозно. Веднъж имунизиран срещу вируса, организмът изгражда допълнителен имунитет и срещу по-тежки форми на същия вирус.